# Vettura mid-size
Una vettura mid-size, detta anche Intermediate, è una autovettura le cui dimensioni la situano tra le vetture full-size e le compact.

## Caratteristiche

### USA

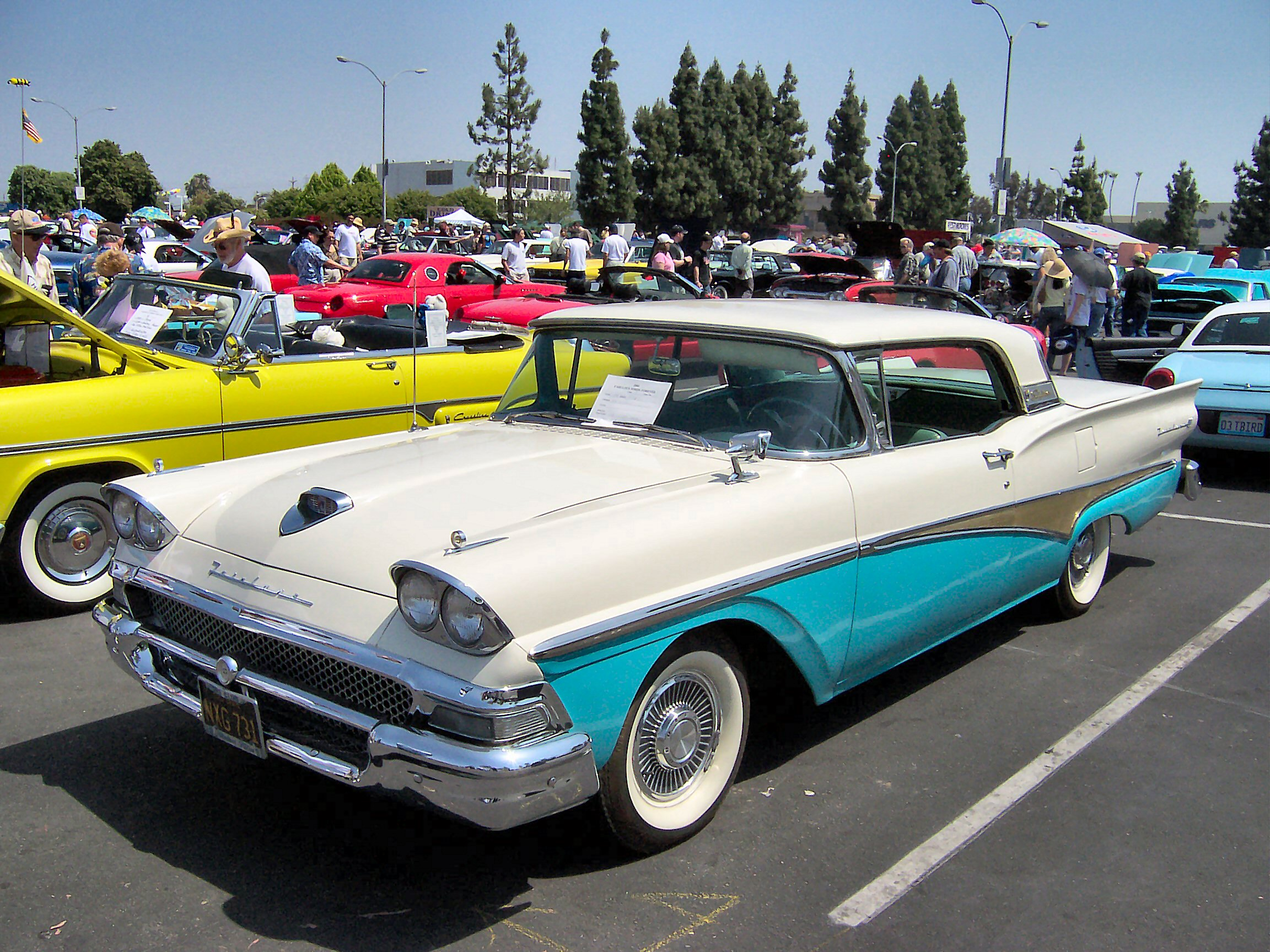
Una Ford Fairlane

Nel mercato statunitense questa classe cominciò ad uscire fuori dalla classe compact nei primi anni sessanta. Uno dei primi esempi di questa classe fu la Ford Fairlane, introdotta nel 1962, che venne definita come una compact intermediate per le sue dimensioni molto simili a quelle della compact Ford Falcon. La General Motors introdusse poi la Pontiac Tempest e la Oldsmobile F-85 di dimensioni simili al suo modello compact Corvair.
Le dimensioni delle vetture di questa classe cominciarono a crescere subito tanto che ogni aumento di dimensioni della classe full-size comportava un aumento delle dimensioni delle vetture mid-size. Alla metà degli anni sessanta avevano già raggiunto le dimensioni delle full-size della metà degli anni cinquanta. A metà degli anni settanta avevano dimensioni simili alle full-size della metà del decennio precedente.
Un punto di svolta si ebbe negli anni' 70 quando l'aumento del prezzo del carburante e le normative introdotte e volte alla riduzione dei consumi comportarono una generale riduzioni delle dimensioni delle vetture di tutte le classi e una riduzione della rigidità della separazione. La situazione venne complicata anche dal fatto che la General Motors cominciò a ridurre le dimensioni delle vetture un paio d'anni prima di tutte le altre Case. Nel 1978 si arrivò ad una situazione nella quale la vettura Chevrolet Malibu e la compact Ford Fairmont avevano delle dimensioni simili. Da questo punto in poi le vetture divennero sempre più piccole per i successivi 10 anni. I modelli di importazione che spesso avevano dimensioni simili a quelli delle vetture statunitensi ridotte divennero molto competitive.
Oggi le vetture mid-size hanno un passo compreso tra i 2,79 e i 2,68 metri, in volume una capacità da 3.000 a 3.300 litri e rappresentano la classe di vetture più vendute negli USA. esempi di vetture di questa classe sono la Toyota Camry e la Honda Accord. Esiste ancora la tendenza delle Case americane a produrre dei modelli più grandi delle pari classe di importazione, restando però ancora competitive sul mercato.

### Europa, Australia e Nuova Zelanda
Su questi mercati le vetture di questa classe sono di solito più piccole che negli USA, anche se prodotte dalla stessa Casa automobilistica. Per esempio la Ford Taurus, sul mercato USA una vettura mid-size, ha un passo di 2.575 mm, è motorizzata con un motore 3 litri V6 e pesa 1.500 kg mentre la Ford Mondeo, vettura di classe media su questi mercati, pesa 1.300 kg, ha un passo di 2.704 mm ed ha come motore un 2.000 cm³ 4 cilindri in linea. Inoltre di solito sui mercati di questi paesi le vetture di questa classe sono proposte come berline o come tre porte o hatchback. Anche in Europa, Australia e Nuova Zelanda la crescita delle dimensioni ha un poco confuso la suddivisione in classi delle vetture come avvenuto per la Ford Focus o per l'Opel Astra, tipiche vetture di classe media, che ad ogni nuovo modello hanno dimensioni maggiori e motori più potenti. In alcuni casi, per ragioni esclusivamente di marketing, viene attribuita ad una o l'altra classe una o l'altra versione di uno stesso modello.

### Giappone
In Giappone il termine mid-size non ha il senso di vettura intermedia tra diverse classi che assume in altri mercati. Le limitazioni delle dimensioni della gamma di vetture disponibili fanno sì che il mercato ponga al limite inferiore delle vetture di dimensioni veramente ridotte, le Keicar, e altri segmenti di vetture piccole.
Pertanto le vetture che il Giappone esporta negli altri mercati per competere in questa classe, quali la Mazda 6 e la Subaru Legacy, divengono vetture di alto livello sul mercato giapponese.
Inoltre il sistema di tassazione giapponese comprende anche le dimensioni per determinare la fascia di tasse nel quale la vettura ricade. Questo fa sì che le vetture di questa classe prodotte in Giappone ed esportate abbiano una larghezza minore o uguale a 1.700 mm in quanto i produttori giapponesi devono tenere conto anche del mercato interno. Con il crescere dell'importanza del mercato estero però i produttori hanno cominciato a costruire sempre più modelli che superano questo limite.